# Piazza Céramique
Piazza Céramique is een gebouwencomplex in het centrum van de Nederlandse stad Maastricht, gelegen aan de Boschcour in het stadsdeel Céramique. Het in 2006 voltooide ensemble van de architecten Jo Janssen en Wim van den Bergh bevat 92 appartementen, deels woon-werkeenheden, en zeven geschakelde praktijkwoningen, verdeeld over drie bouwvolumes.

## Geschiedenis
Het terrein dat sinds het begin van de 21e eeuw bekend staat als Piazza Céramique lag tot 1867 buiten de stadsmuur van Wyck, maar nog binnen de gordel van vestingwerken van Maastricht. In deze omgeving kwamen in de loop van de zestiende, zeventiende en achttiende eeuw diverse buitenwerken tot stand. Zo lag ter plekke van de Wiebengahal het bastion De Rooy (1742), bij de bocht in de Avenue Céramique het Parmabastion (1598) en meer naar het oosten, waar nu de straat Sphinxlunet ligt, de lunet Enghien (1675). Deze buitenwerken waren met elkaar verbonden door een enveloppe, een zigzaggende aarden wal. Een saillant ('punt') van de enveloppe reikte tot aan de zuidoostelijke hoek van blok 22A van Piazza Céramique.

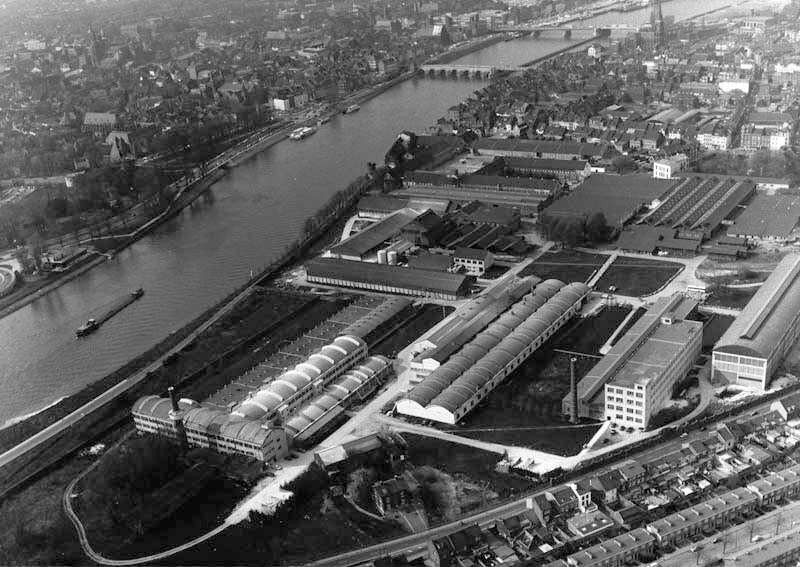
Fabrieksterrein Société Céramique in 1974. Rechtsonder het complex Division III aan de Heugemerweg, ter plekke van Piazza Céramique

Na de opheffing van de vesting in 1867 kwamen de vestingterreinen ten zuiden van Wyck in handen van de aardewerkfabriek Société Céramique, die in 1851 gesticht was als Clermont & Chainaye. De buitenwerken werden oppervlakkig gesloopt, maar het zuidoostelijk deel van het terrein bleef lange tijd onbebouwd. Wel verrees in 1886 aan de Heugemerweg een pompstation met bijbehorende dienstwoning voor de toen in aanleg zijnde waterleiding. In 1928 breidde de Société Céramique hier uit met een nieuw fabriekscomplex, Division III genoemd. In 1958 fuseerde de fabriek met de lokale concurrent De Sphinx, waarna de aardewerkproductie in Wyck geleidelijk werd afgebouwd. Omstreeks 1980 lag het fabrieksterrein grotendeels braak.
In 1988 kocht het pensioenfonds ABP, waarmee de gemeente Maastricht een publiek-private samenwerking was aangegaan, het 23 hectare grote Céramiqueterrein en begon de herontwikkeling. De meeste fabrieksgebouwen werden gesloopt. De architect en stedenbouwkundige Jo Coenen maakte een masterplan, waarbij de Avenue Céramique de belangrijkste noordzuid-as werd. Coenen nodigde een aantal (internationale) architecten uit om de diverse bouwblokken te realiseren. Twee langgerekte percelen tussen de Avenue Céramique en de Heugemerweg werden bebouwd met grootschalige appartementencomplexen, beide in de vorm van circussen met binnenhoven: Résidence Cortile van Bruno Albert (aanvankelijk 'Grote Circus' genoemd) en Jardin Céramique van MBM Arquitectes ('Kleine Circus').. Het daartussen gelegen perceel werd in tweeën gedeeld. Aan de avenuezijde verrees in 1998 een kantoorgebouw van Rijkswaterstaat Limburg, ontworpen door Hubert-Jan Henket. Voor het aan de Heugemerweg grenzende perceel werd in 2001 een besloten prijsvraag uitgeschreven, waaruit het ontwerp van Jo Janssen Architecten in samenwerking met Wim van den Bergh als winnaar naar voren kwam.
Doordat het ontwerp van Janssen en Van den Bergh afweek van het oorspronkelijke masterplan, werd in 2005 een extra straatnaam aan Céramique toegevoegd, 'Boschcour', ruim een decennium nadat de overige straatnamen in de nieuwe wijk waren vastgesteld. Piazza Céramique werd in 2006 opgeleverd en was daarmee een van de sluitstenen van Céramique, ook wel omschreven als een "passend slotakkoord". Het complex kreeg internationale aandacht, onder andere in een vijftiental architectuurpublicaties. Het project werd tevens genomineerd voor drie architectuurprijzen, waaronder de prestigieuze Mies van der Rohe Award in 2009. Jo Janssen zei zelf over Piazza Céramique: "Het is een geslaagd project dat degelijk en tijdloos is en waarin het gevoel van ruimtelijkheid heel sterk aanwezig is en leeft. Het is geen monofunctioneel gebouw." Oorspronkelijk was het gehele project voor de verhuur bestemd. Aanvankelijk werd er voornamelijk gewoond en nog weinig gewerkt in het complex, maar anno 2019 werkten er zo'n 45 personen, waaronder architecten, ontwerpers en een tandarts. Diverse bewoners waren binnen hun blok verhuisd of hadden delen van hun appartement een werkbestemming gegeven of andersom, zoals de architecten voor ogen had gestaan.

## Architectuur en gebiedsinrichting
Janssen en Van den Bergh kozen er bewust voor om het hun toegewezen perceel niet als een gesloten of semi-gesloten bouwblok te ontwikkelen, zoals in het masterplan van Coenen was voorgesteld, maar als een naar buiten gericht gebouwenensemble. Het ensemble van drie gebouwen werd gesitueerd op een verhoogd plein (het 'piazza') en liet ruimte voor een stadstuin bij de oude fabrieksmuur. De aantrekkelijk ingerichte openbare ruimte heeft daarmee zijn eigen aantrekkingskracht, waarmee voorkomen is dat dit niet aan de Avenue Céramique gesitueerde project als 'tweederangs' ervaren wordt. De drie gebouwen zijn zodanig gepositioneerd, dat onderling en in relatie tot de naburige panden doorlopende gevelwanden zijn gevormd.

### Blokken A en B
De blokken 22A en 22B binnen het plan Céramique zijn beide uitgewerkt door het bureau van Jo Janssen in samenwerking met Wim van den Bergh. Het zijn woon-werkgebouwen met in totaal 92 appartementen, deels met eigen werkruimtes en gemeenschappelijke voorzieningen, alsmede enkele aparte werkruimtes. De hier toegepaste vorm van gestapelde woon-werkruimtes, als variant op het bestaande type van de vrijstaande of geschakelde praktijk- of atelierwoning, bestond nog niet in Nederland. Deze woningen kregen van Janssen en Van den Bergh een fysiek gescheiden werkruimte met een aparte entree. Geen van de tussenmuren in blok A en B is dragend, zodat de indeling per bouwlaag flexibel is. De centrale hal of atrium heeft het karakter van een hotellobby, waar bezoekers die te vroeg zijn voor een afspraak even kunnen wachten. Kenmerkend voor beide gebouwen zijn de simpele, rechthoekige plattegrond, het egale, perfect afgewerkte metselwerk van rode baksteen, de regelmatig geplaatste vensters en loggia's met zwarte, aluminium kozijnen, de afwezigheid van balkons of luifels, die de vlakheid van de gevels zouden verstoren, en de uitvouwbare vensterluiken (folding blinds) van zwart, geperforeerd metaal, die zorgen voor dynamiek in de gevel en een bijzondere schaduwwerking.
Gebouw A telt zes bouwlagen en is daarmee het hoogste en meest volumineuze binnen het complex. Het sluit qua hoogte aan bij de omringende gebouwen Résidence Cortile en Jardin Céramique, en qua breedte bij het kantoor van Rijkswaterstaat Limburg. Door een uitgekiende positionering kunnen de groenstroken aan de noord- en zuidzijde van het kantoorgebouw zich voortzetten bij blok A. Het gebouw bevat, behalve 'gewone' appartementen en enkele woon-werkappartementen, dertien ruime stadswoningen. Gebouw B telt vijf bouwlagen. Aan de zijde van de stadstuin lijkt het gebouw uit zes bouwlagen te bestaan, omdat hier het souterrain in het zicht ligt. Het souterrain van blok B, dat aansluit op de gedeelde parkeergarage, bevat onder andere privé-garageboxen, bergruimtes en verhuurbare atelierruimte. Op de begane grond bevindt zich eveneens een verhuurbare ruimte. Verder bevat gebouw B, net als gebouw A, een mix van gewone en woon-werkappartementen.

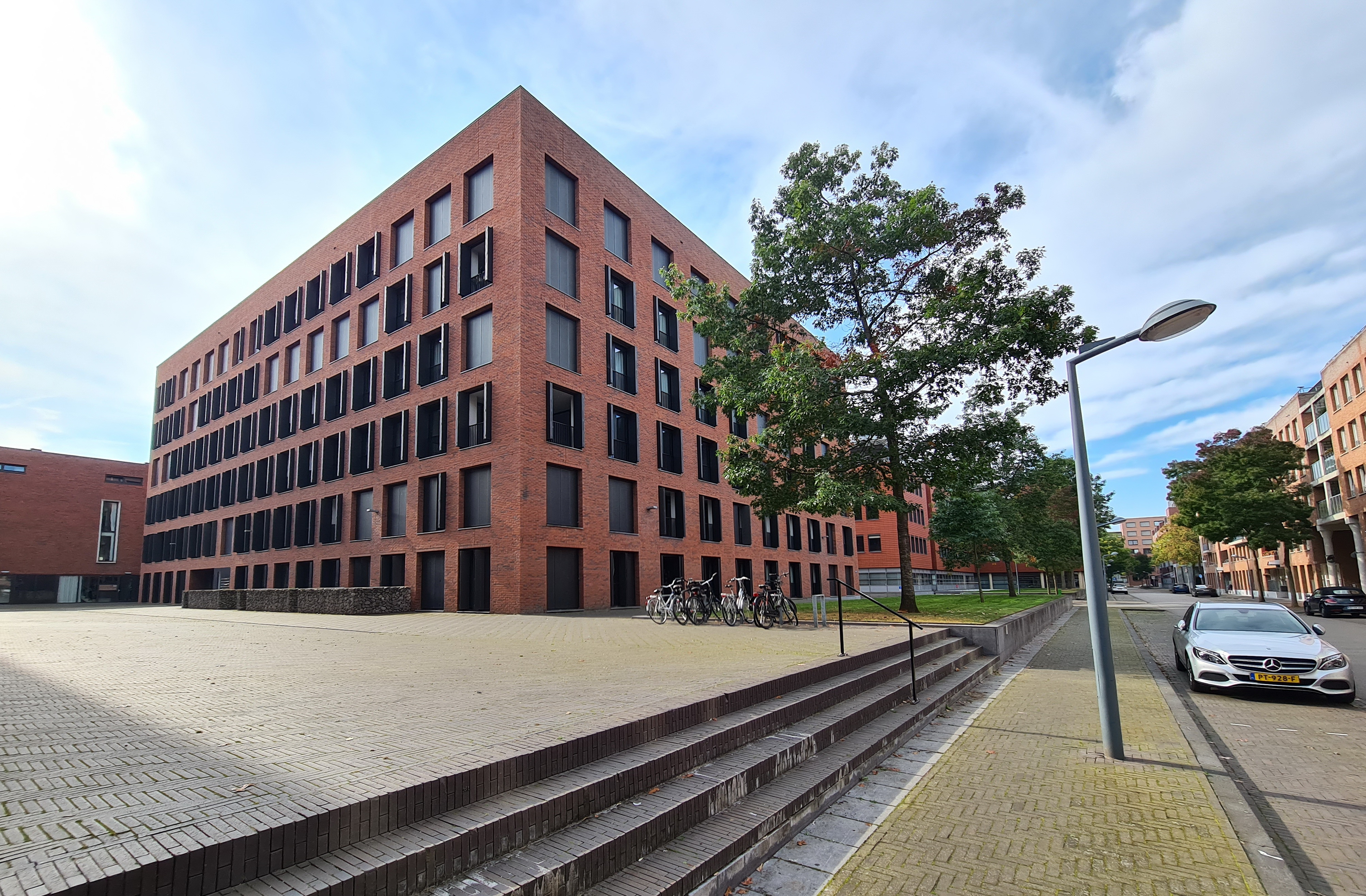
Blok A vanuit het noordoosten
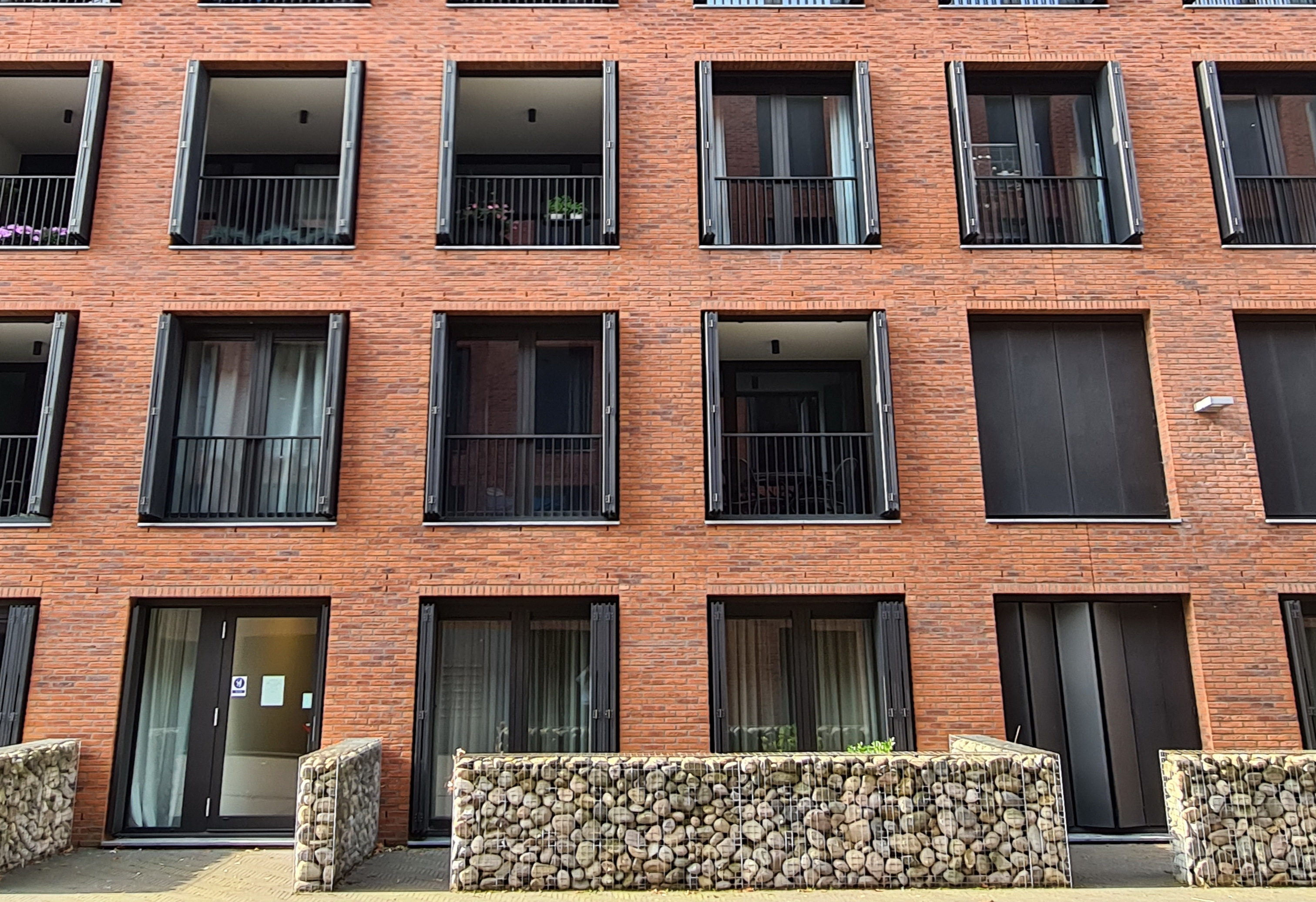
Detail oostgevel blok A
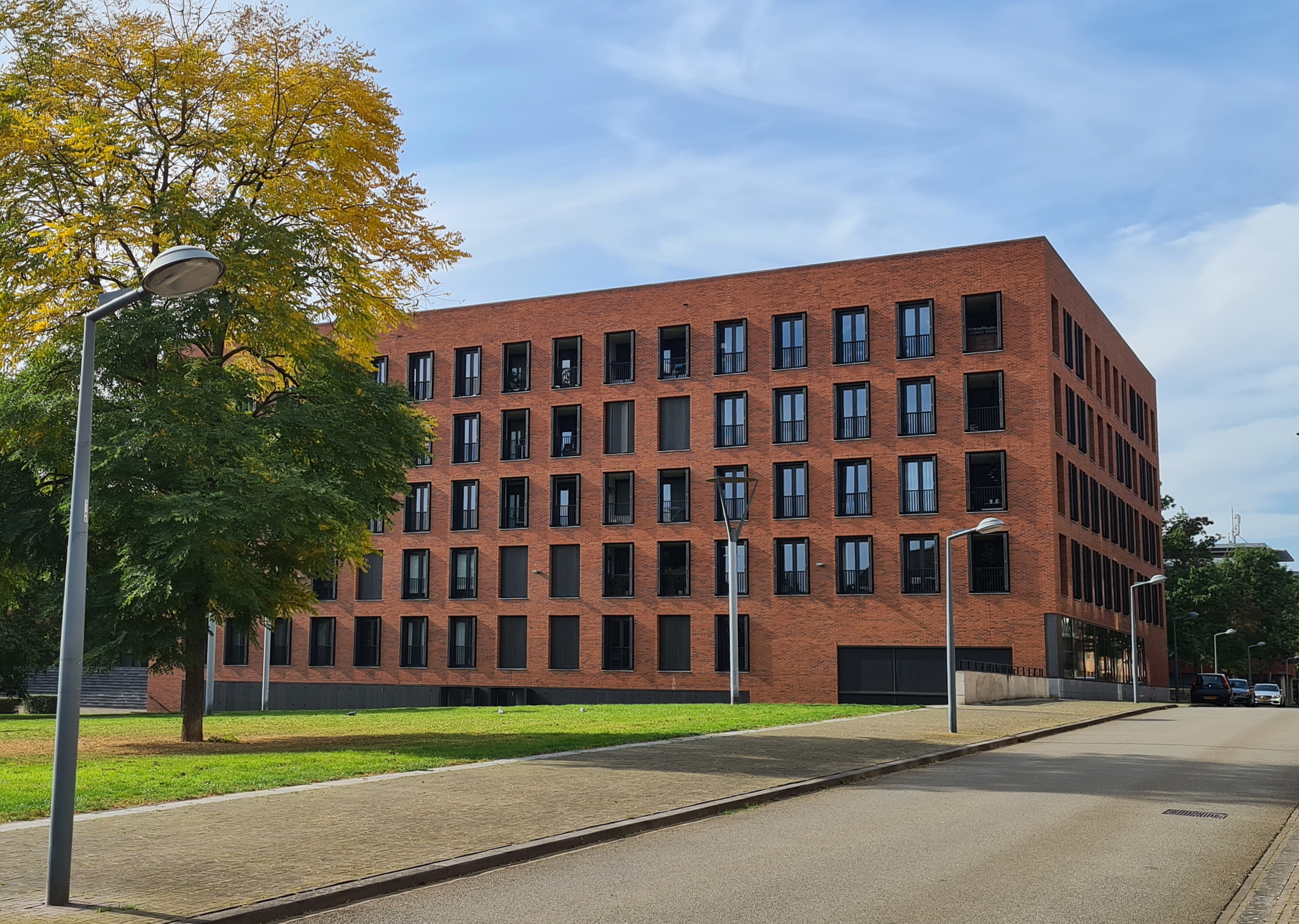
Blok B vanuit het noordoosten
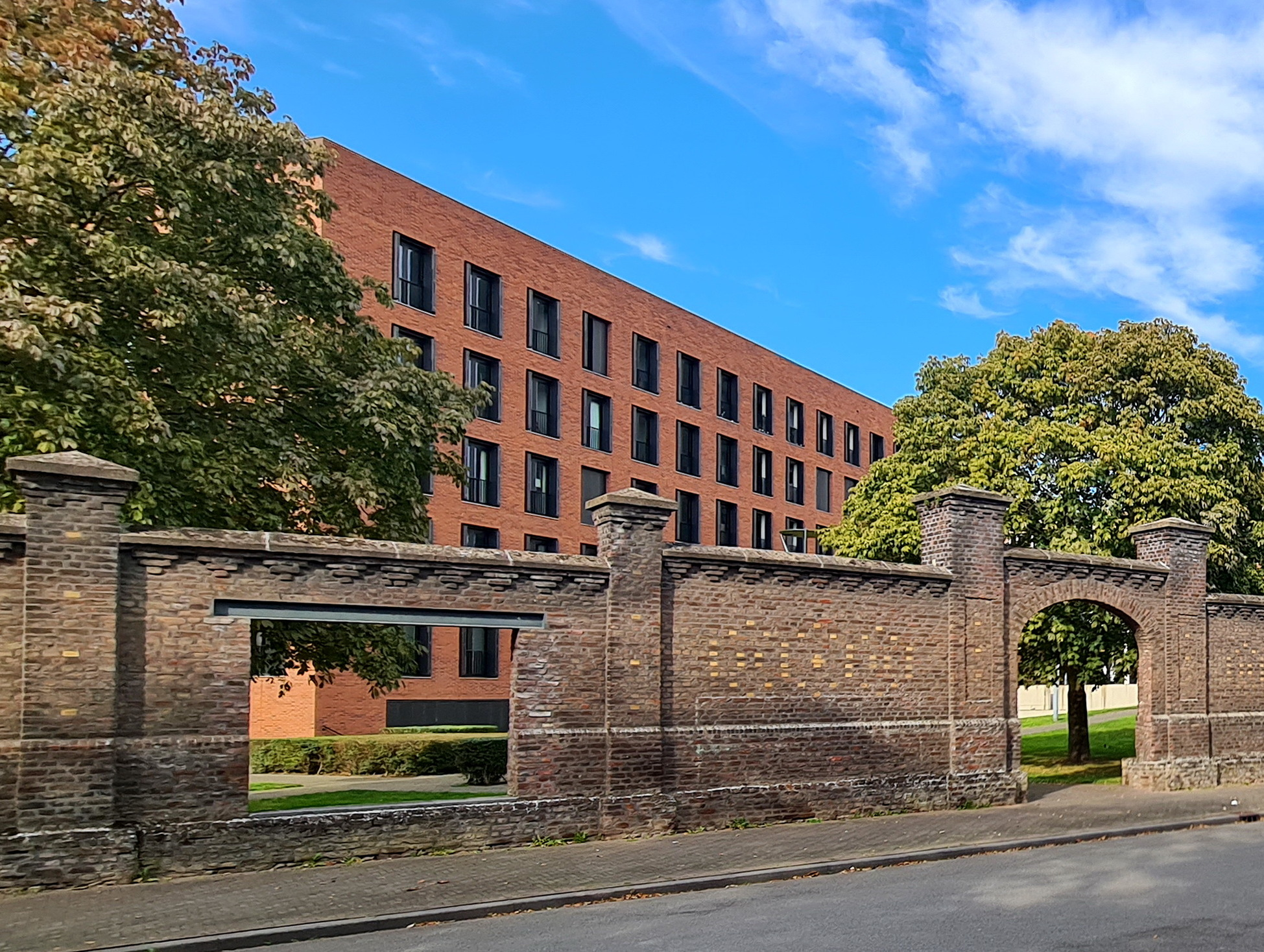
Blok B vanuit het zuidoosten
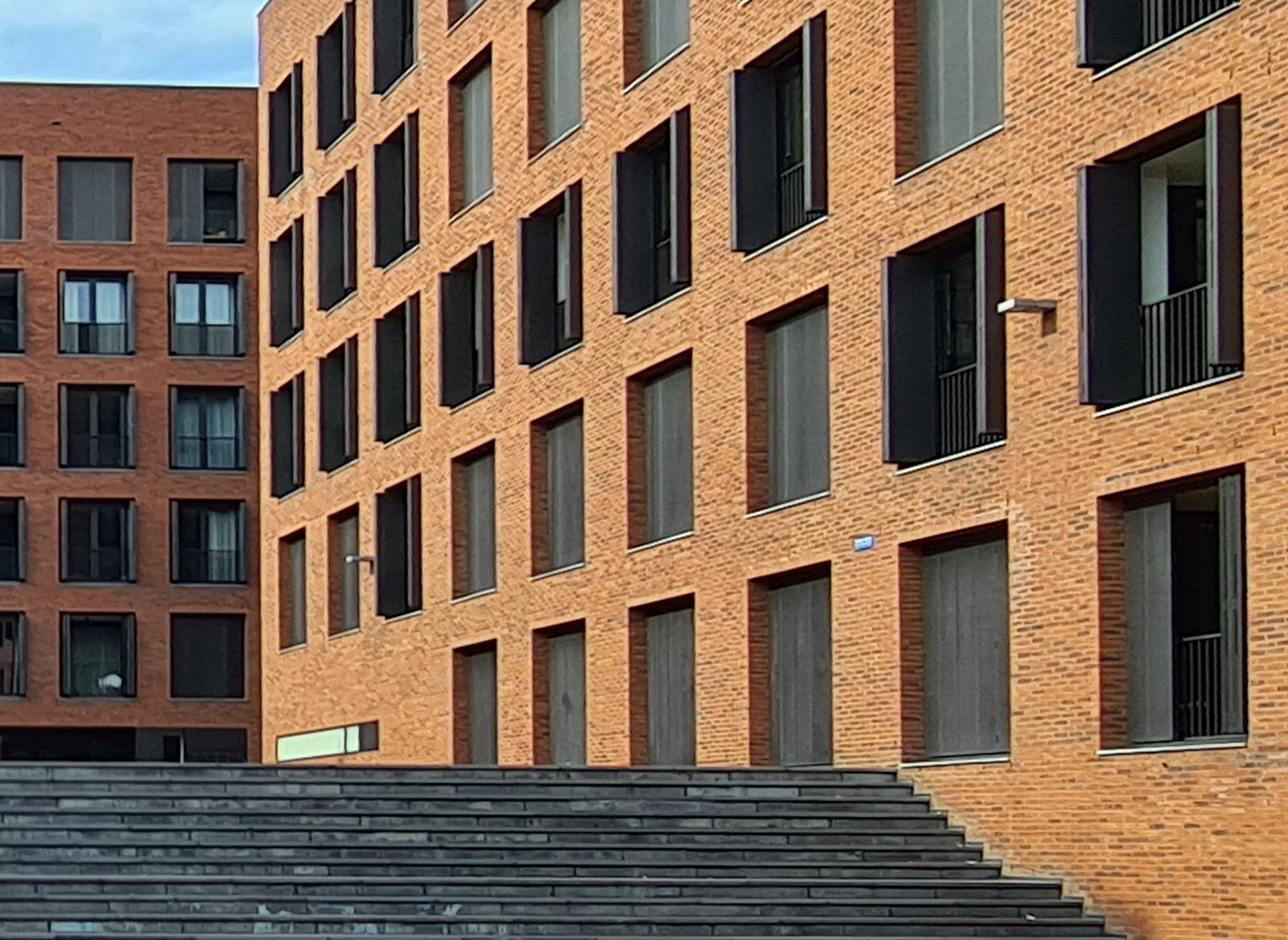
Detail zuidgevel blok B

### Blok C
Blok 22C van Piazza Céramique, officieel Boschcour 50-56, bestaat uit zeven geschakelde praktijk- of atelierwoningen. Het blok werd binnen het overall-plan van Janssen en Van den Bergh uitgewerkt door Henk Verheij en Harry Luijten van het bureau Luijten Verheij Architecten. De huizen werden in 2005-2006 gebouwd aan de zuidzijde van het terrein, in de rooilijn van de Remalunet. Blok C bestaat uit vier bouwlagen en is opgetrokken in dezelfde rode baksteen en grijze natuursteen (voor de plint) als de blokken A en B. De entrees van de individuele panden bevinden zich aan de kant van het verhoogde plein, de Boschcour. De entrees zijn opgenomen in een langgerekte, donker getinte glaswand in de noordgevel, die verder een vrij gesloten karakter heeft. Een hoog en smal venster boven de entree strekt zich uit over de tweede en derde bouwlaag en springt in het oog door de betonnen vensteromlijsting, die uit het gevelvlak steekt. In de vierde bouwlaag bevindt zich een kleine horizontale vensterspleet. Deze hoogste verdieping is ondiep en gaat aan de kant van de Remalunet over in een dakterras. Door het ontbreken van de vierde bouwlaag aan deze zijde, is de zuidgevel lager, wat deels gecompenseerd wordt door een hogere plint. Achter de plint gaat de half verzonken parkeergarage schuil, waarvan de toegang zich bevindt in de oostelijke kopgevel van blok C. De westelijke kopgevel is blind. De woningen hebben een werkruimte op de begane grond, een woongedeelte op de eerste verdieping en slaapkamers op de tweede verdieping. De derde verdieping biedt ruimte voor een extra kamer en toegang tot het dakterras. De entreehal, trappen en natte ruimtes bevinden zich aan de noordzijde van de woning; de verblijfsruimtes aan de zuidzijde.

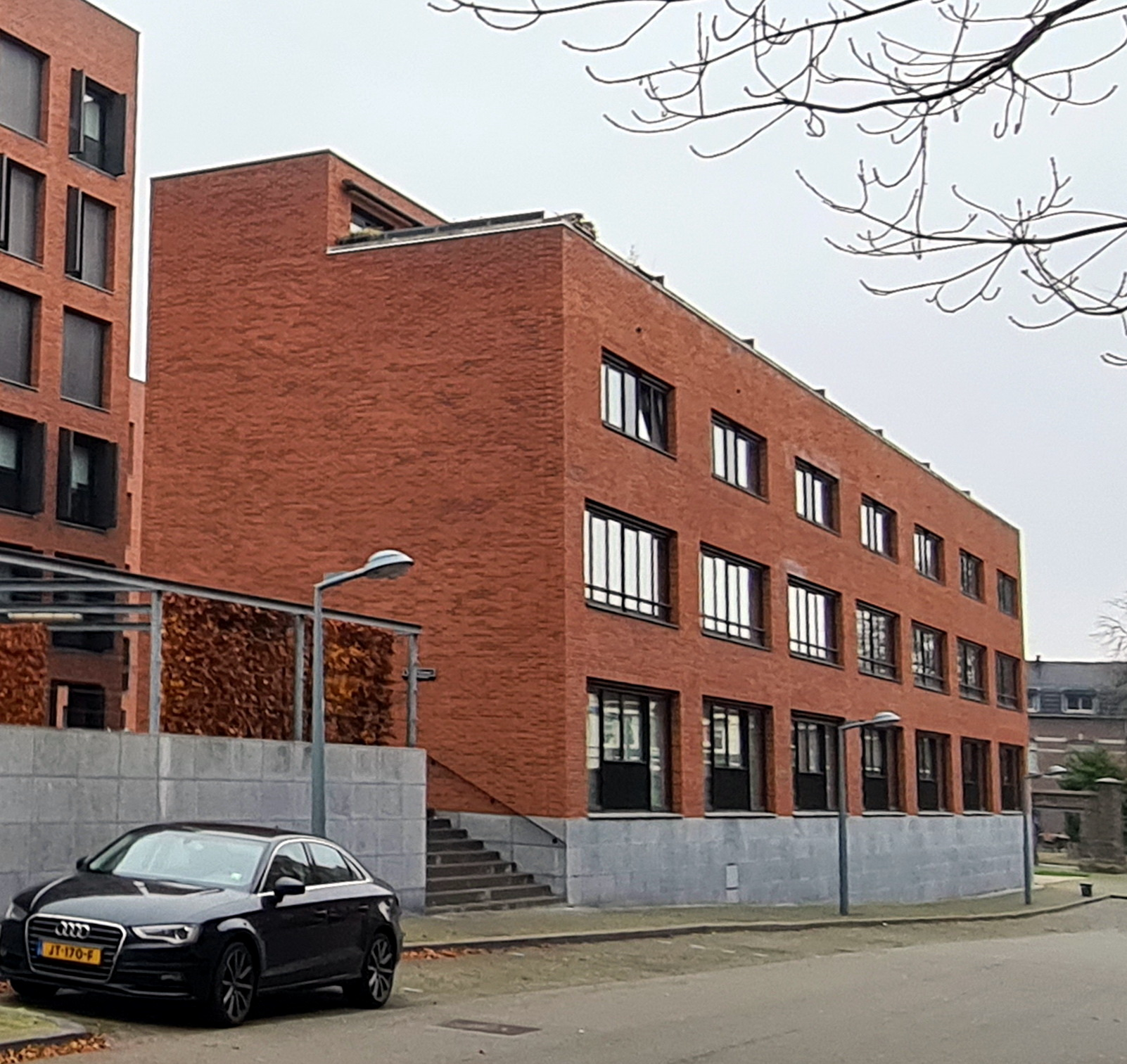
Vanuit het zuidwesten
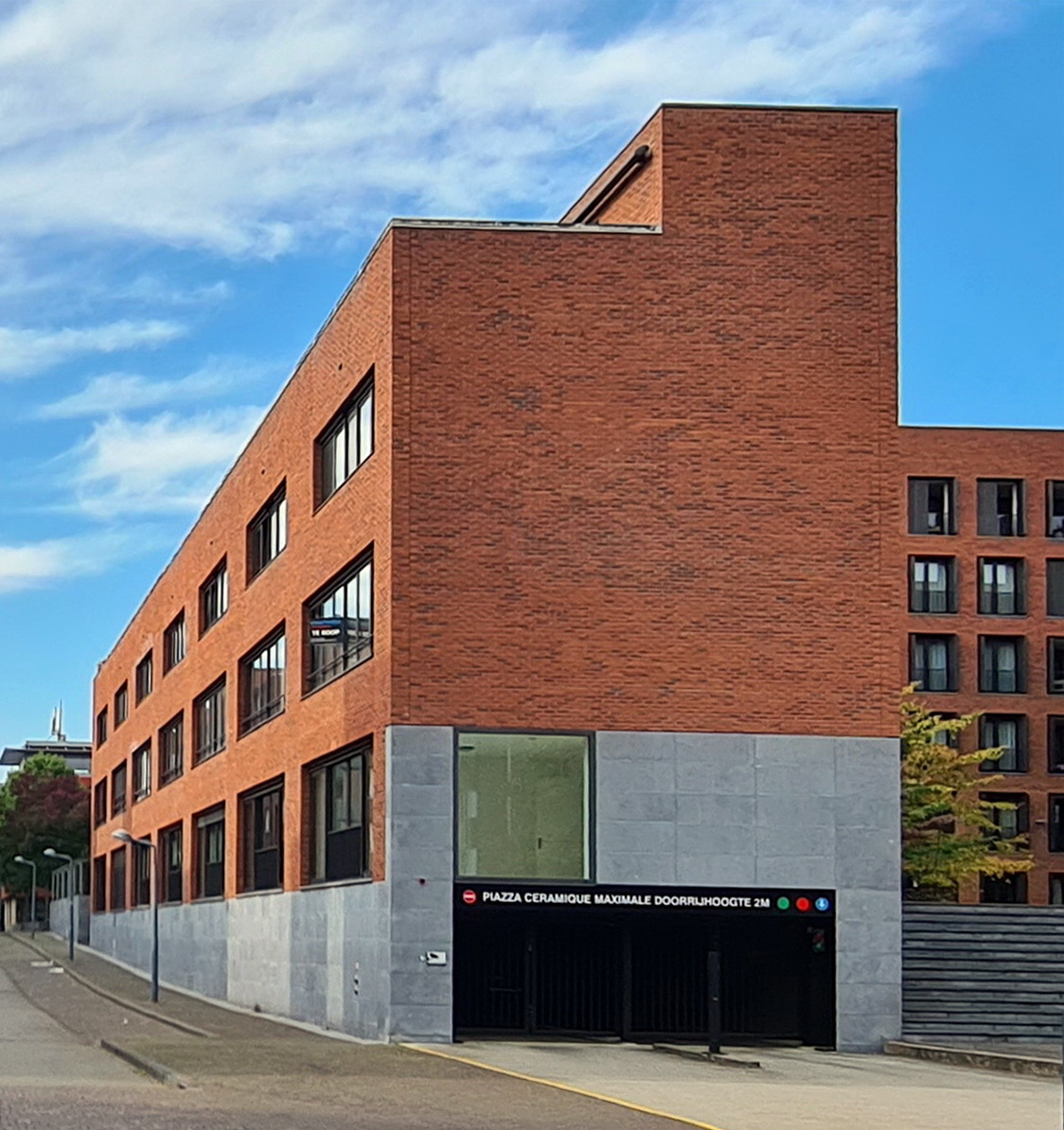
Vanuit het zuidoosten
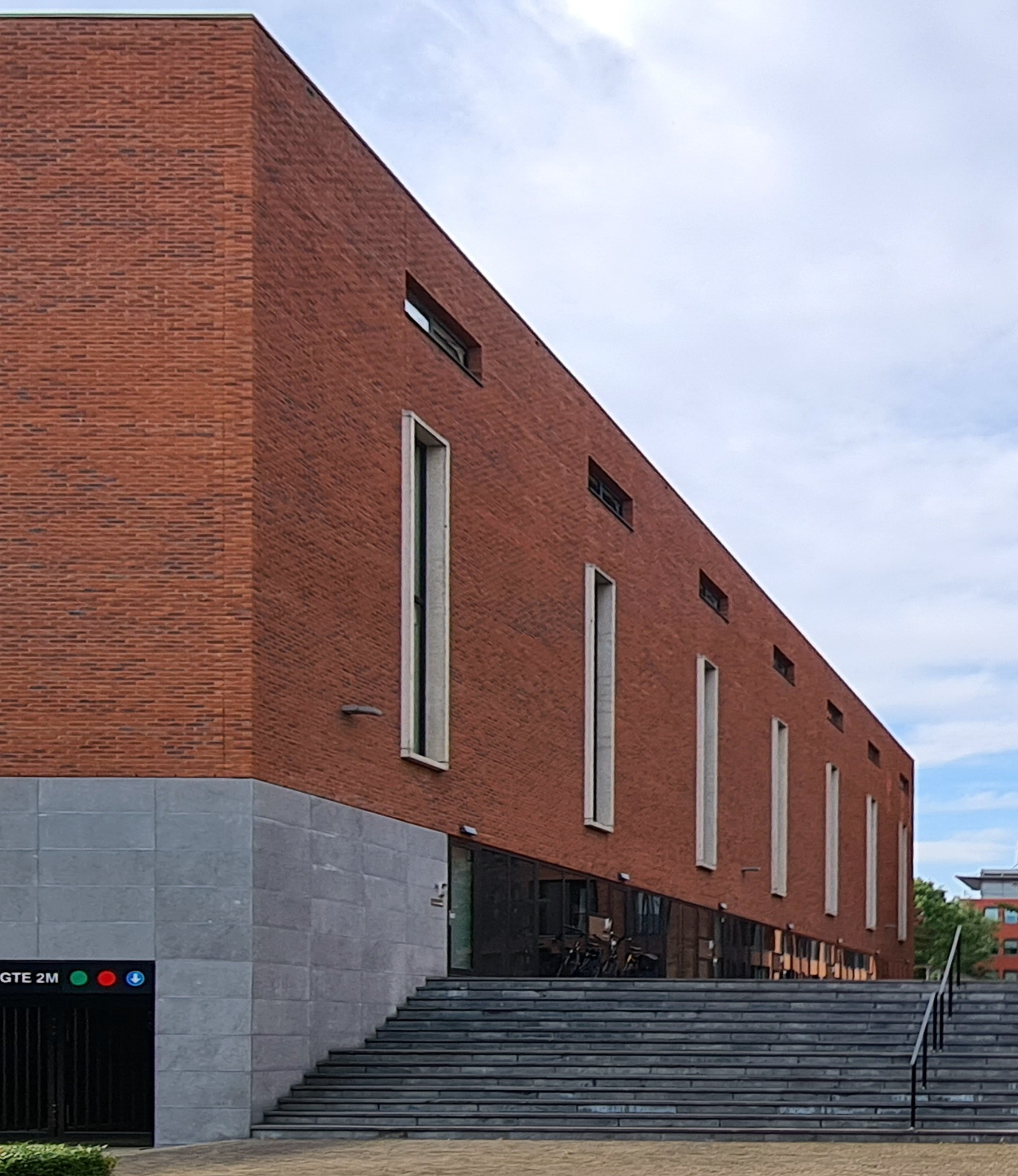
Vanuit het noordoosten

### Openbare ruimte
De meeste bouwblokken in Céramique hebben een tamelijk gesloten vorm, waardoor de binnenhoven – voor zover ze al niet als privéterrein zijn afgesloten – een semi-openbaar karakter dragen. Bij Piazza Céramique is dat anders. Door de manier waarop Janssen en Van den Bergh de drie bouwdelen over het perceel verdeelden, bleven er diverse openbare ruimtes over. Centraal in het deelplan ligt het L-vormige 'piazza' (Italiaans voor plein), de Boschcour. Ook aan de randen van het terrein bleven delen onbebouwd, met name aan de kant van de Heugemerweg, waar een driehoekige stadstuin ligt. Het piazza en de aansluitende straatjes zijn als stedelijke verblijfsruimte ingericht. De bestrating bestaat uit bruine klinkers, gelegd in keperverband. In het midden vormen enkele boomkorven en een 25-tal betonnen zitelementen een ontmoetingsplaats. Langs de gevel van gebouw A zijn enkele steenkorven geplaatst, die een semi-private ruimte afscheiden. De stadstuin is strak weergegeven met gazons, paden, enkele geschoren hagen en een viertal forse kastanjebomen. Blikvanger is hier de bewaard gebleven fabrieksmuur van de Société Céramique, die gedeeltelijk is opengebroken om een grotere transparantie te bewerkstelligen. Tussen de lager gelegen stadstuin en het piazza ligt een brede, Zuid-Europees aandoende trappartij. Aan de Remalunet bevindt zich de in- en uitrit van de ondergrondse parkeergarage, die plaats biedt aan 120 voertuigen. Aan de andere kant van blok C bevindt zich een aluminium fietsparkeerbox(?), die met zijn begroeide pergola een voortzetting vormt van de groenstrook aan de zuidzijde van het gebouw van Rijkswaterstaat. De groenstrook aan de noordzijde van het RWS-gebouw wordt aan de noordzijde van blok A letterlijk gedupliceerd.

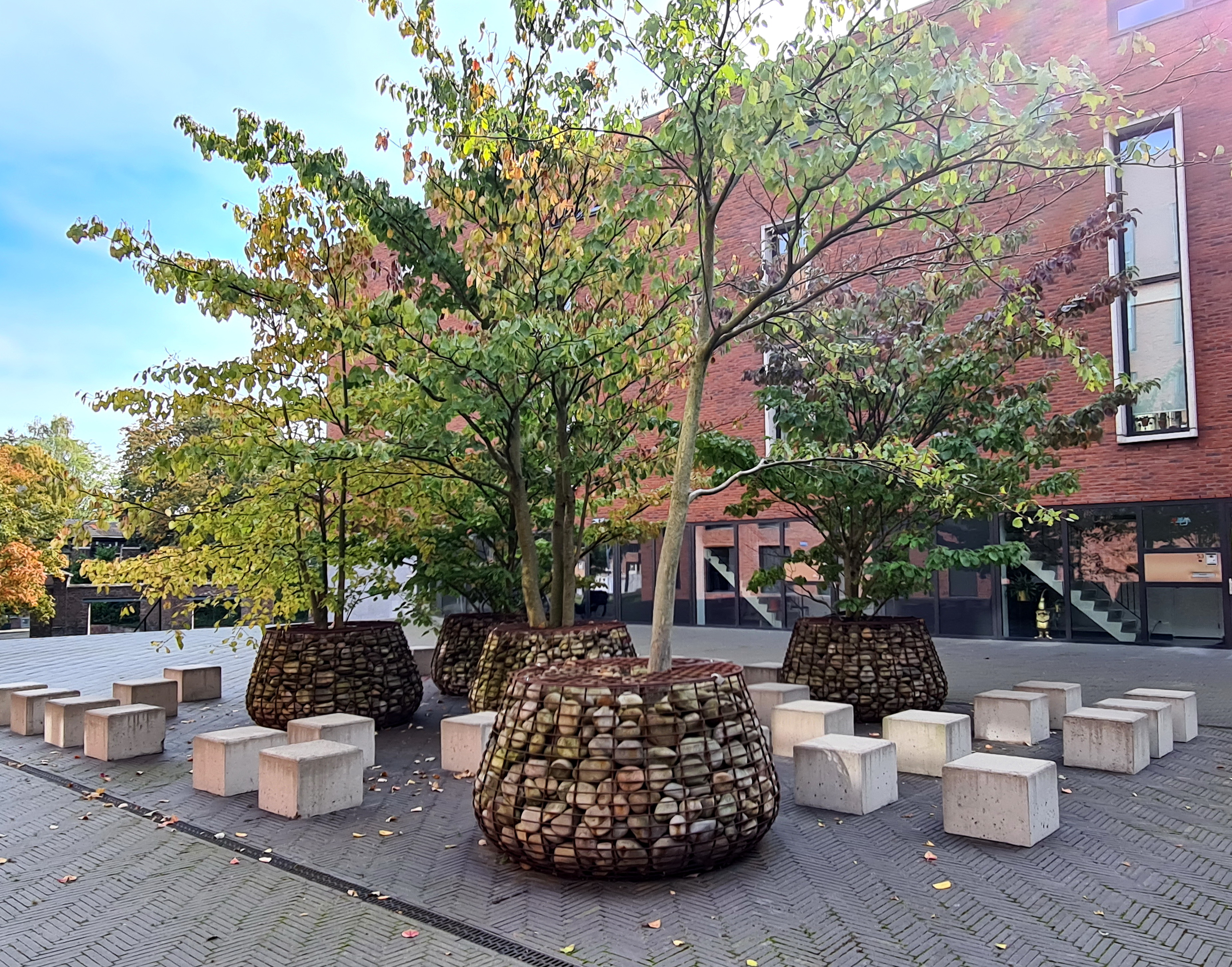
Boomkorven en zitelementen op de Boschcour
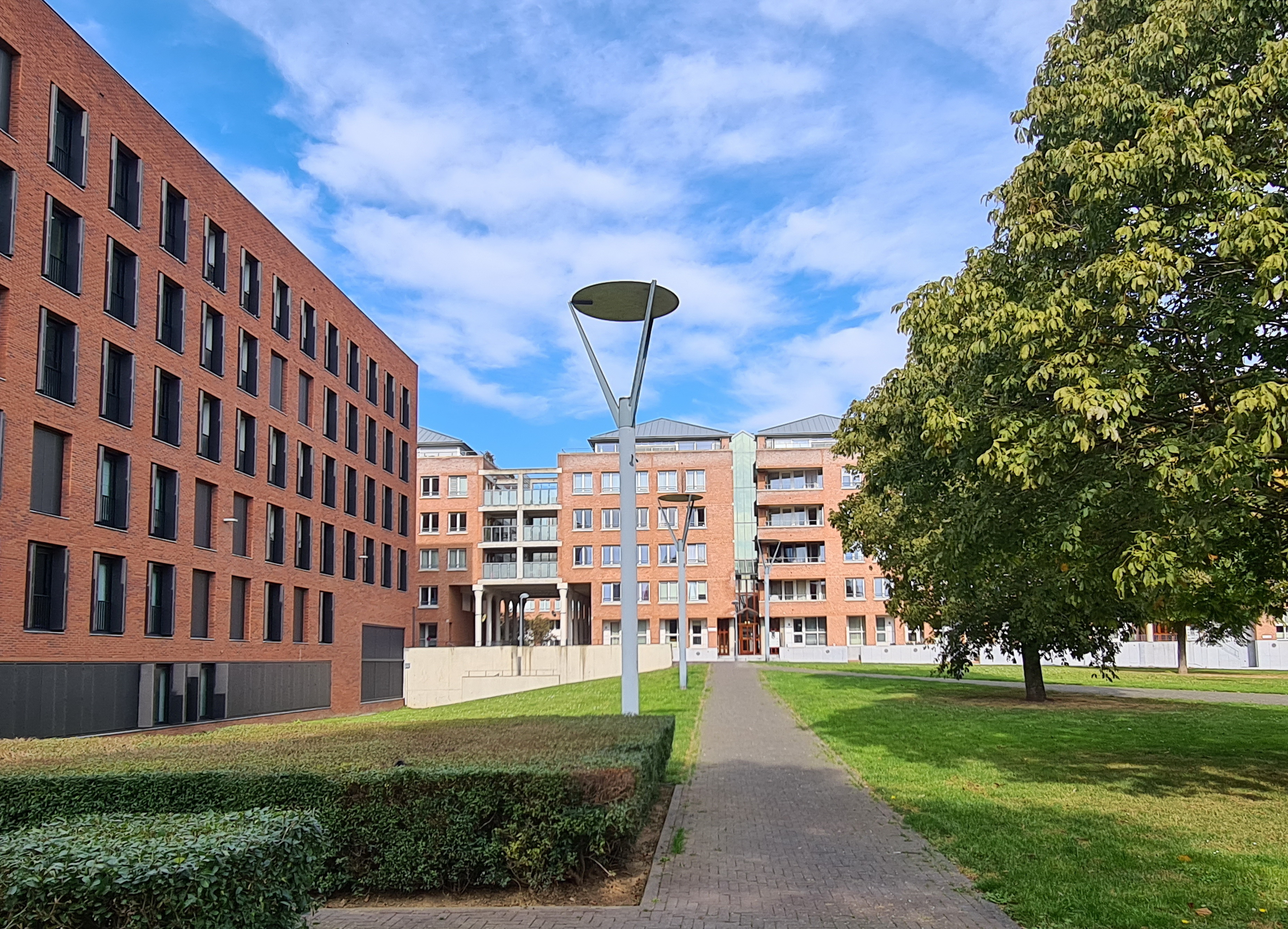
Stadstuin tussen Mosalunet en Heugemerweg
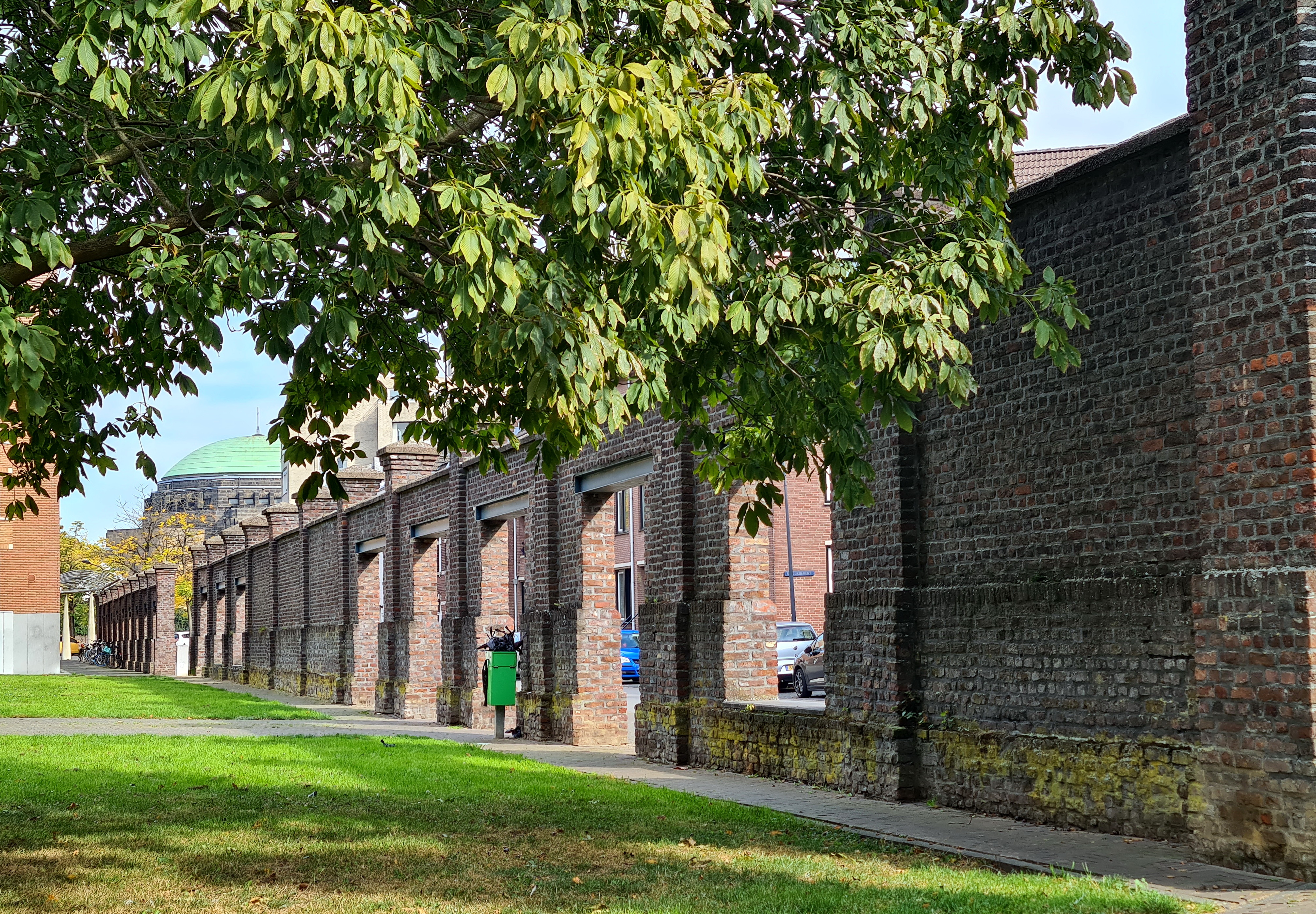
Fabrieksmuur Heugemerweg bij stadstuin Piazza Céramique
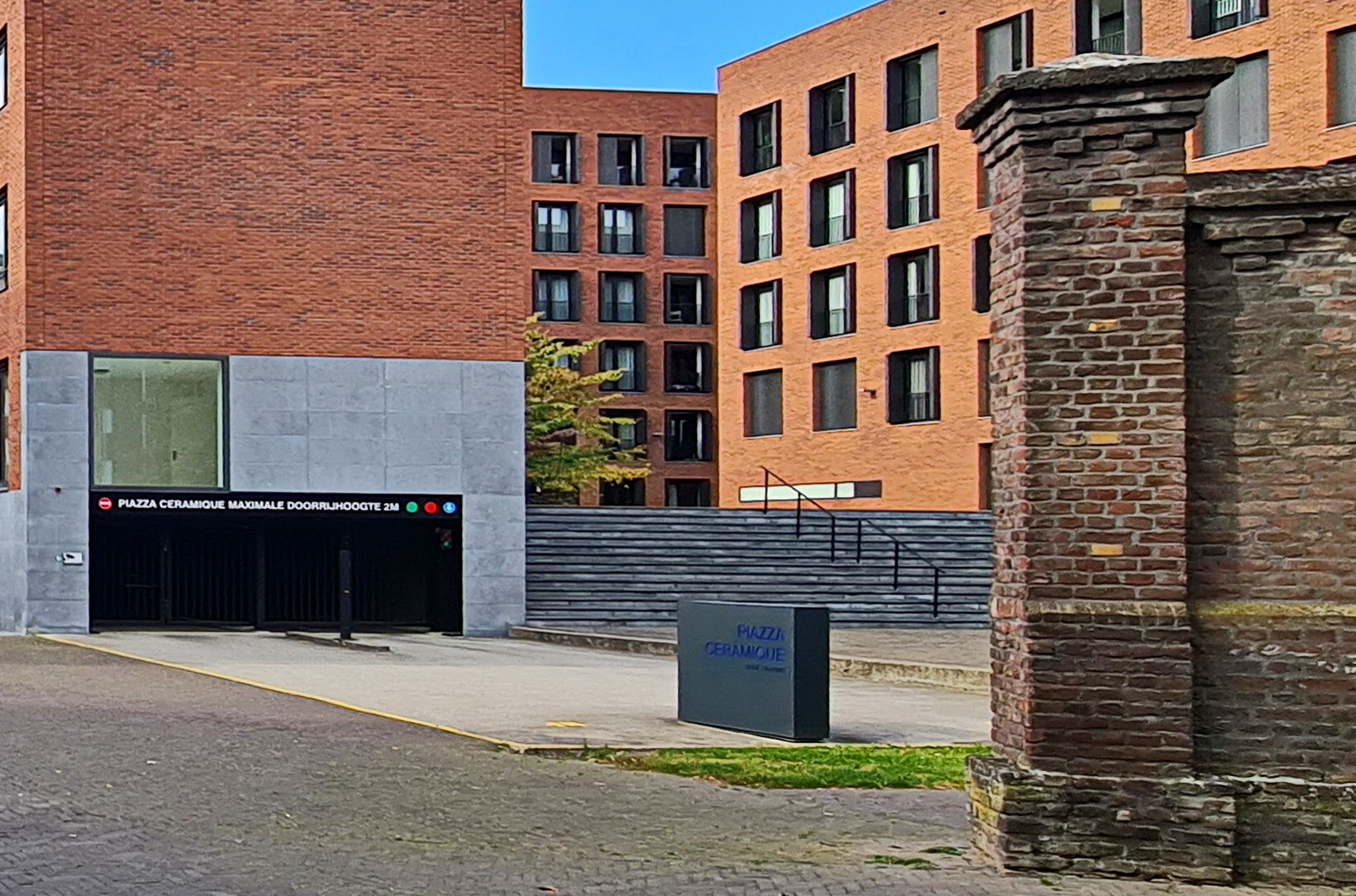
Toegang parkeergarage en trappartij

## Varia
- Nog voordat de bewoners en gebruikers van Piazza Céramique het gebouw betrokken, vond er in 2015 een dansvoorstelling plaats in het kader van de Nederlandse Dansdagen. De voorstelling met de titel Thuis was geïnspireerd door de architectuur van het gebouw.[11]
- Voor de loftachtige atelierruimte op de begane grond en het souterrain van gebouw B meldde zich een opvallende huurder: het architectenbureau van Jo Coenen. Voor Janssen was dat de bevestiging dat hij een goed gebouw had afgeleverd.[17]
- Het Maastrichtse architectuurcentrum TOPOS publiceerde in 2020 een architectuurgids, waarin 140 mensen vertellen wat hun favoriete gebouw in Maastricht of omgeving is. De bouwkundige Guido Quanjel, secretaris van TOPOS, koos voor Piazza Céramique, dat volgens hem "het resultaat van een intensief en ambachtelijk ontwerpproces" is en eenvoudigweg "hoort op de lijst van de favoriete gebouwen van Maastricht".[18]